# Vincenzo Demetz
Vincenzo Demetz (Santa Cristina Valgardena, 10 ottobre 1911 – Santa Cristina Valgardena, 24 novembre 1990) è stato un fondista italiano.
Era padre dei fondisti Arnaldo e Ulrika e nonno della biatlete Ivonne e Michela Ponza, tutti a loro volta sciatori nordici di alto livello.

## Biografia
Vincenzo Demetz, soprannominato Zenz de Tita d'Odl, ha ottenuto il primo risultato di rilievo ai Campionati italiani del 1933, quando vinse il bronzo nella staffetta; in seguito avrebbe vinto altre sei medaglie ai Campionati italiani, oltre a tre a quelli tedeschi del 1941: in quell'occasione fu ammesso ai Campionati tedeschi, pur senza avere nazionalità tedesca, poiché era militare nella Wehrmacht, nella quale si era arruolato volontario.
In carriera prese parte a un'edizione dei Giochi olimpici invernali, Garmisch-Partenkirchen 1936 (13° nella 18 km, 16° nella 50 km, 4° nella staffetta) e a tre dei Campionati mondiali, Chamonix 1937 (3° nella 50 km, 3° nella staffetta assieme ai compagni di squadra Giulio Gerardi, Aristide Compagnoni e Silvio Confortola: si trattò delle prime medaglie vinte dalla nazionale italiana ai Mondiali di sci nordico), Lahti 1938 (34° nella 18 km, 6° nella staffetta) e Zakopane 1939 (12° nella 18 km, 12° nella 50 km, non selezionato per la squadra di staffetta, poi vincitrice della medaglia di bronzo).
Terminò la carriera agonistica con l'ultima medaglia vinta ai Campionati italiani, nel 1951. Morì a Santa Cristina Valgardena il 23 novembre 1990.

## Palmarès

### Mondiali
- 2 medaglie:
  - 2 bronzi (50 km, staffetta a Chamonix 1937)

### Campionati italiani
- 7 medaglie[1]:
  - 1 oro (staffetta nel 1935)
  - 3 argenti (18 km nel 1936; 50 km nel 1938; 50 km nel 1951)
  - 3 bronzi (staffetta nel 1933; 50 km nel 1936; 18 km nel 1938)

### Campionati tedeschi
- 3 medaglie[1]:
  - 2 ori (18 km, 50 km nel 1941)
  - 1 argento (staffetta nel 1941)